# A Simpsonék már megcsinálták…
A Simpsonék már megcsinálták (Simpsons Already Did It) a South Park című rajzfilmsorozat 86. része (a 6. évad 7. epizódja). Elsőként 2002. június 26-án sugározták az Amerikai Egyesült Államokban.

## Cselekmény
Eric Cartman izgatottan közli barátaival, Kyle Broflovskival, Stan Marshsal és Tweekkel, hogy egy újsághirdetés szerint tengeri embereket vagy ahogy ő fogalmaz, „vízigenyókat” árulnak (melyek valójában egyszerű vízirákok). Meggyőzi őket, hogy együtt vásároljanak az élőlényekből, hogy saját társadalmat építhessenek fel. Amikor azonban rájönnek, hogy a reklámban becsapták őket, úgy döntenek, a rákokat beleöntik tanáruk, Ms. Choksondik kávéjába.
Közben Butters Stotch Káosz Professzorként továbbra is a világ elpusztítását tervezi, de amikor el akarja takarni a Napot, segítője, Rettenet tábornok tájékoztatja, hogy ezt az ötletet A Simpson család egyik epizódjában már megcsinálták. Butters csalódottan elveti tervét, ezután újabb gonosztettet eszel ki; lefűrészeli a város egyik szobrának fejét. Ezt azonban a városvezetés A Simpson család előtti tisztelgésnek tartja (melyben Bart Simpson követett el hasonló dolgot), ezzel tovább fokozva Butters dühét, aki bármit talál is ki, Rettenet Tábornok mindig elárulja neki, hogy azt a Simpsonék már megcsinálták. Frusztráltságában Butters idegösszeomlást kap és A Simpson család animációs stílusában kezdi el látni South Parkot.
Cartmanék megdöbbenve hallják, hogy tanárnőjük elhunyt és a gyomrában nagy mennyiségű „genyót” (azaz ondót) találtak. Mivel azt hiszik, ők a felelősek a tragédiáért, beosonnak a kórházba, hogy eltüntessék a bűnjelet, amit beleöntenek az akváriumba. Végül Séf bácsi rájön a gyerekek tévedésére, és felvilágosítja őket, hogy nincs közük a tanárnő halálához. Másnap reggelre Cartman vízi élőlényei igazi ókori társadalmat hoznak létre és egyre fejlettebb civilizációkat építenek fel. Butters megemlíti, hogy a vízi társadalmat A Simpson család egyik epizódjában már megcsinálták, de a többiek elmondják neki, hogy sok ötlet már a Simpsonék előtt is létezett, ezért kár emiatt aggódni. Butters ezt megértve ismét a megszokott módon látja a dolgokat. A vízi lények ezalatt szobrot emelnek Cartman, majd Tweek tiszteletére is, ezzel megosztva társadalmukat; a két tábor háborúskodásba kezd és tömegpusztító fegyverekkel végeznek egymással.

## Külső hivatkozások
- A Simpsonék már megcsinálták… a South Park Studios hivatalos honlapon
- A Simpsonék már megcsinálták… az Internet Movie Database oldalon (angolul)